# 후지에역
후지에역(일본어: 藤江駅, ふじええき)은 일본 효고현 아카시시에 있는 산요 전기철도 본선의 역이다. 역 번호는 SY 20이다.

## 역 구조
혼합식 승강장 2면 3선의 지상역으로, 고베 방면 승강장이 섬식 승강장이어서 우등 열차의 대피가 가능하다(주로 S특급 운행 시간대에 대피 열차가 설정되어 있다). 역사(개찰구) 상행선 북쪽의 히메지
방향에 있는 역사나 승강장은 구내 건널목에서 연결된있다. 창구는 기본적으로 무인화되어 있다.
개축 전의 역사는 옛 후지에 경마장(아카시 경마장)의 마권 매장을 전용한 것이었다.
1번 선이 하행 주본선, 2번 선이 상행 주본선, 3번 선이 상행 대피선이다. 이전의 열차 접근 시 자동 방송은 어느 플랫폼에 발착하느냐에 상관 없이 "상행선" 또는 "하행선"의 표현을 이용한 고정 음성의 것이었지만 운행 관리 시스템 갱신에 의한 열차 접근 방송의 갱신에서는 "〇번 선"의 표현을 담고 있다.

### 승강장
| 1    | ■ 본선(하행) | 다카사고・히메지・아보시 방면 |  |
| 2・3 | ■ 본선(상행) | 아카시・산노미야・오사카 방면 |  |

## 역 주변
- 뵤부가우라 해안
- 마쓰에 해수욕장
- 산노콘겐 신사
- 세이류 신사
- 아카시 후지에 우체국
- 하마노 산보도(하리마 자전거 도로)
- 효고 지방 도로 718호 아카시타카사고 선(옛 국도 제250호선) - 역 바로 남쪽을 병행.
- 의료 법인 광명회 아카시 병원
- 토호 스토어 후지에점
- 산요 프렌즈 본사 사무소

## 역사
- 1923년 8월 19일: 현재 위치의 약 200m동쪽에, 고베히메지 전기철도의 역으로 영업 개시(본 노선 개업 당초부터 설치). 개통 당시에는 아카시 군 하야시사키 마을이었음.
- 1927년 4월 1일: 우지가와 전기에 의한 합병으로 본 회사의 역이 됨.
- 1928년: 후지 경마장 이용자 전용으로 개최 기간 중에만 영업하는 임시역이 현재 위치에 개업.
- 1933년 6월 6일: 우지가와 전기 철도 부문이 분리되어 산요 전기철도의 역이 됨.
- 1938년: 후지 경마장 폐지에 따라 임시역 영업 정지.
- 1943년: 정지 중 임시 역을 후지 역으로 옛 역은 폐지.
- 1949년 4월 15일: 급행 정차역이 됨.
- 1984년 3월 25일: 급행 설정이 소멸되어 역에 정차하는 우등 열차가 일단 소멸됨.
- 1986년: 역사 개축.
- 1987년 12월 13일: 설정된 통근 특급(현재의 S특급)의 정차역으로 우등 열차의 정차 부활.

## 인접역
| 산요 전기철도 ■ 본선                               | 산요 전기철도 ■ 본선 | 산요 전기철도 ■ 본선               |
| -------------------------------------------------- | -------------------- | ---------------------------------- |
| SY 17 산요아카시 우메다・니시다이 방면             | ■ S특급              | 히가시후타미 SY 25 산요히메지 방면 |
| SY 19 하야시사키마쓰에카이간 우메다・니시다이 방면 | ■ 보통               | 나카야기 SY 21 산요히메지 방면     |